# Врабчище (община)
Врабчище (на македонска литературна норма: Општина Врапчиште) е община, разположена в западната част на Северна Македония с център едноименното село Врабчище.
Общината се намира в областта Горен Полог и има площ от 157,98 km2. Населението ѝ е 25 399 души с гъстота от 160,77 жители на km2.
Освен Врабчище в общината влизат още 14 села.

## Структура на населението
Според преброяването от 2002 година община Врабчище има 25 399 жители.
| Етническа принадлежност | Всичко |
| македонци               | 4,10%  |
| албанци                 | 83,07% |
| турци                   | 12,34% |
| роми                    | 0,00%  |
| власи                   | 0,00%  |
| сърби                   | 0,01%  |
| бошняци                 | 0,03%  |
| други                   | 0,44%  |